# (19783) Antoniromanya
(19783) Antoniromanya ist ein Asteroid des Hauptgürtels, der am 27. August 2000 vom katalanischen Kieferchirurgen und Amateurastronomen Jaume Nomen am Observatorium Ametlla de Mar (IAU-Code 946) in L’Ametlla de Mar in der katalanischen Provinz Tarragona entdeckt wurde.
Der Asteroid wurde am 4. August 2001 nach Antoni Romanya (1900–1981) benannt, der von 1939 bis 1970 Manager der Sternwarte Observatorio del Ebro in der katalanischen Provinz Tarragona war.